# Anell de polinomis
En matemàtiques, especialment en el camp de l'àlgebra abstracta, un anell de polinomis o àlgebra de polinomis és un anell (que també és una àlgebra commutativa) format a partir del conjunt de polinomis en una o més variables (o indeterminades) amb coeficients en un altre anell, sovint un cos. Els anells de polinomis s'han tractat vastament en diversos àmbits de les matemàtiques, com per exemple al teorema de la base de Hilbert, a la construcció de cossos de descomposició, o a la comprensió del funcionament dels operadors lineals. Moltes conjectures importants tenen a veure amb anells de polinomis, com la conjectura de Serre, i han influït l'estudi d'altres tipus d'anells, com els anells de grups o els anells de sèries formals de potències.
Un concepte relacionat és el d'anell de funcions polinòmiques sobre un espai vectorial.

## L'anell de polinomisK[X]

### Definició
L'anell de polinomis, K[X], en X sobre un cos K es defineix com el conjunt d'expressions, anomenades polinomis en X, de la forma
{\displaystyle p=p_{0}+p_{1}X+p_{2}X^{2}+\cdots +p_{m-1}X^{m-1}+p_{m}X^{m},}
on {\displaystyle p_{0},p_{1},...,p_{m}}, els coeficients de p, són elements de K, i X, X², són símbols formals ("les potències de X"). Per convenció, {\displaystyle X^{0}=1}, {\displaystyle X^{1}=X}, i el producte de les potències de X es defineix per la fórmula usual
{\displaystyle X^{k}\,X^{l}=X^{k+l},}
on k i l són nombres naturals qualssevol. El símbol X s'anomena indeterminada o variable.
Es diu que dos polinomis són iguals si i només si els corresponents coeficients per a cada potència de X són iguals, encara que es poden afegir o descartar termes amb coeficient igual a zero, 0Xk.
Aquesta terminologia està motivada per la que es fa servir en funcions polinòmiques reals o complexes. Tot i això, en general, s'han de tractar X i les seves potències Xk com a símbols formals, no com a elements del cos K o com a funcions sobre el cos. Es pot interpretar que K[X] es construeix a partir de K mitjançant l'addició d'un nou element X extern a K, amb el requeriment que X commuti amb tots els elements de K.
L'anell de polinomis en X sobre K està dotat d'una addició, una multiplicació i una multiplicació per escalars que el converteixen en una àlgebra commutativa. Aquestes operacions estan definides segons les regles habituals de manipulació d'expressions algebraiques. Concretament, si
{\displaystyle p=p_{0}+p_{1}X+p_{2}X^{2}+\cdots +p_{m}X^{m}}
i
{\displaystyle q=q_{0}+q_{1}X+q_{2}X^{2}+\cdots +q_{n}X^{n}},
llavors
{\displaystyle p+q=r_{0}+r_{1}X+r_{2}X^{2}+\cdots +r_{k}X^{k}}
i
{\displaystyle pq=s_{0}+s_{1}X+s_{2}X^{2}+\cdots +s_{l}X^{l}},
on k = max(m, n), l = m + n,
{\displaystyle r_{i}=p_{i}+q_{i}}
i
{\displaystyle s_{i}=p_{0}q_{i}+p_{1}q_{i-1}+\cdots +p_{i}q_{0}}.
En cas necessari, es poden completar els polinomis p i q amb la inclusió de termes amb coeficient 0, sense pèrdua de generalitat, de tal manera que les expressions per ri i si sempre estiguin definides. Concretament, si m < n, llavors pi = 0 per m < i ≤ n.
La multiplicació per escalars és un cas especial de la multiplicació on p = p0 i es redueix al seu terme independent de X, és a dir,
{\displaystyle p_{0}(q_{0}+q_{1}X+\dots q_{n}X^{n})=p_{0}q_{0}+(p_{0}q_{1})X+\cdots +(p_{0}q_{n})X^{n}}.
És fàcil comprovar que aquestes tres propietats satisfan els axiomes d'una àlgebra commutativa. Per això els anells de polinomis també reben el nom d'àlgebres de polinomis.
De vegades es fa servir una altra definició que, encara que és menys intuïtiva, sovint és més fàcil formalitzar-la rigorosament. Aquesta nova definició consisteix a definir un polinomi com una successió infinita d'elements de {\displaystyle K}, {\displaystyle (p_{0},p_{1},p_{2},\ldots )}, amb la propietat que només un nombre finit dels elements són no nuls, o, equivalentment, una successió per a la qual existeix un cert m tal que pn = 0 per n>m. En aquest cas, l'expressió
{\displaystyle p_{0}+p_{1}X+p_{2}X^{2}+\cdots +p_{m}X^{m}}
es considera una notació alternativa per a la successió {\displaystyle (p_{0},p_{1},p_{2},\ldots p_{m},0,0,\ldots )}.
Més en general, el cos K es pot substituir per qualsevol anell commutatiu R amb la mateixa construcció anterior, donant lloc així a l'anell de polinomis sobre R, denotat per R[X].

### Grau d'un polinomi
El grau d'un polinomi p, simbolitzat per deg(p) (degree (anglès)) és el nombre k més gran tal que el coeficient de Xk és diferent de zero. En aquest cas, hom diu que el coeficient pk és el coeficient principal, (denotat per lc(p), (anglès) leading coefficient). En el cas especial del polinomi nul, en què tots els coeficients són zero, alguns autors defineixen el grau com indefinit, definit igual a −1, o definit amb el símbol especial −∞.
Si K és un cos, o més en general un domini d'integritat, es compleix que, a partir de la definició de la multiplicació,
{\displaystyle \operatorname {deg} (pq)=\operatorname {deg} (p)+\operatorname {deg} (q)}.
Una conseqüència immediata és que si K és un domini d'integritat, llavors K[X] també ho és.

### Propietats deK[X]

#### Factorització aK[X]
La següent propietat de l'anell de polinomis és més profunda. Euclides ja va demostrar que tot enter positiu es pot factoritzar de manera única com a producte de nombres primers — aquest enunciat es coneix actualment com a teorema fonamental de l'aritmètica. La demostració està basada en l'algorisme d'Euclides per trobar el màxim comú divisor de nombres naturals. A cada pas de l'algorisme, cada parell (a, b), a > b, de nombres naturals se substitueix per un nou parell (b, r), on r és el residu de la divisió de a entre b, i els nous nombres són més petits. Gauss observà que aquest procediment de divisió amb residu es pot definir per a polinomis: donats dos polinomis p i q, on q ≠ 0, hom pot escriure
{\displaystyle p=uq+r,\ }
on el quocient u i el residu r són polinomis, el grau de r és menor que el grau de q, i tal que una descomposició amb aquestes propietats és única. El quocient i el residu es poden trobar emprant la divisió polinòmica. El grau del polinomi juga ara un rol similar al valor absolut d'un enter: és estrictament menor en el residu r que en el divisor q, i quan es repeteix aquest pas, aquest decrement ha de finalitzar en algun moment. Per tant, en algun moment la divisió serà exacta, i en aquell punt l'últim residu no nul és el màxim comú divisor dels dos polinomis inicials. Emprant l'existència dels màxims comuns divisors, Gauss va poder demostrar simultàniament el teorema fonamental de l'aritmètica per a enters i la seva generalització a polinomis. De fet, existeixen altres anells commutatius a part de Z i K[X] que també admeten un anàleg de l'algorisme euclidià; aquests anells reben el nom d'anells euclidians. Els anells pels quals existeix una factorització única (en un sentit apropiat) d'elements no nuls en factors irreductibles s'anomenen dominis de factorització única o anells factorials; la construcció que hem donat mostra que tots els anells euclidians, i en particular Z i K[X], són dominis de factorització única.
Un altre corol·lari de la divisió de polinomis amb residu és el fet que tot ideal propi I de K[X] és principal, és a dir, I està constituït dels múltiples d'un sol polinomi f. Per tant, l'anell de polinomis K[X] és un domini d'ideals principals, i per la mateixa raó tot domini euclidià és un domini d'ideals principals. També és cert que tot domini d'ideals principals és un domini de factorització única. Aquestes deduccions fan servir el fet que els coeficients dels polinomis pertanyen a un cos, en concret en el pas de la divisió polinòmica en què cal que el coeficient principal de q, que és no nul, tingui un invers. Si R és un domini d'integritat que no és un cos, llavors R[X] no és ni un domini euclidià ni un domini d'ideals principals; tot i això, encara pot ser un domini de factorització única (ho és si i només si el propi R és un domini de factorització única, per exemple si és Z o un altre anell de polinomis).

#### Anell quocient deK[X]
L'anell K[X] de polinomis sobre K s'obté a partir de K per adjunció d'un element, X. Resulta que qualsevol anell commutatiu L que conté K i generat com a anell per un sol element afegit a K es pot descriure emprant K[X]. En particular, això és cert per a extensions de cossos finits de K.
Suposem que un anell commutatiu L conté K i que existeix un element θ de L tal que l'anell L està generat per θ sobre K. Així, qualsevol element de L és una combinació lineal de potències de θ amb coeficients a K. Aleshores hi ha un únic homomorfisme d'anells φ de K[X] en L que no afecta els elements de K (és l'aplicació d'identitat de K), i envia cada potència de X a la mateixa potència de θ. El seu efecte en el polinomi general és que "substitueix X per θ":
{\displaystyle \phi (a_{m}X^{m}+a_{m-1}X^{m-1}+\cdots +a_{1}X+a_{0})=a_{m}\theta ^{m}+a_{m-1}\theta ^{m-1}+\cdots +a_{1}\theta +a_{0}}.
Pel que hem suposat, qualsevol element de L apareix al segon membre de la igualtat anterior per a certs m enter i {\displaystyle a_{0},...,a_{m}} de K. Per tant, φ és exhaustiva i L és una imatge de K[X] per l'homomorfisme φ. Més formalment, sigui Ker φ el nucli de φ. És un ideal de K[X] i, pel primer teorema d'isomorfisme d'anells, L és isomorf al quocient de l'anell de polinomis K[X] per l'ideal Ker φ. Com que l'anell de polinomis és un domini d'ideals principals, aquest ideal és principal: existeix un polinomi p∈K[X] tal que
{\displaystyle L\simeq K[X]/(p)}.
Una aplicació particularment important és el cas on l'anell L és un cos. Llavors el polinomi p ha de ser irreductible. Recíprocament, el teorema de l'element primitiu afirma que qualsevol extensió de cossos finits separables L/K es pot generar per un sol element θ∈L, i la teoria anterior proporciona una descripció concreta del cos L com el quocient de l'anell de polinomis K[X] per un ideal principal generat per un polinomi irreductible p. Per exemple, el cos C de nombres complexos és una extensió del cos R de nombres reals generada per un sol element i tal que i² + 1 = 0. El polinomi X² + 1 és irreductible sobre R i
{\displaystyle \mathbb {C} \simeq \mathbb {R} [X]/(X^{2}+1)}.
Més en general, donat un anell A (no necessàriament commutatiu) que conté K, i donat un element a de A que commuta amb qualsevol element de K, existeix un únic homomorfisme d'anells de l'anell de polinomis K[X] en A que envia X cap a a:
{\displaystyle {\begin{array}{cccc}\phi \colon &K[X]&\to &A\\&X&\mapsto &a\end{array}}}.
Aquest homomorfisme ve donat per la mateixa expressió que hem vist anteriorment, però no és exhaustiva en general. L'existència i unicitat d'aquest homomorfisme φ expressa una certa propietat universal de l'anell de polinomis en una variable i explica per què els anells de polinomis apareixen en diverses qüestions i construccions de la teoria d'anells i de l'àlgebra commutativa.

### Mòduls
El teorema d'estructura dels mòduls finitament generats sobre un domini d'ideals principals és cert sobre
K[X]. Això significa que tot mòdul finitament generat sobre K[X] es pot descompondre en suma directa d'un mòdul lliure i un nombre finit de mòduls de la forma {\displaystyle K[X]/\langle P^{k}\rangle }, on P és un polinomi irreductible sobre K, i k és un enter positiu.

## Avaluació de polinomis
Sigui K un cos o, més en general, un anell commutatiu, i sigui R un anell que conté K. Per a qualsevol polinomi P de K[X] i qualsevol element a de R, la substitució de X per a dins P defineix un element de R, denotat per P(a). Aquest element s'obté fent la substitució, i després realitzant, en R, les operacions indicades per l'expressió del polinomi. Hom diu que aquest càlcul és l'avaluació de P en a. Per exemple, si tenim
{\displaystyle P=X^{2}-1,}
llavors
{\displaystyle P(3)=3^{2}-1=8}, i
{\displaystyle P(X^{2}+1)=(X^{2}+1)^{2}-1=X^{4}+2X^{2}}
(en el primer exemple, R = K, i en el segon exemple, R = K[X]). Si substituïm X per ella mateixa, tenim
{\displaystyle P=P(X)},
la qual cosa justifica que les frases "Sigui P un polinomi" i "Sigui P(X) un polinomi" siguin equivalents.
Per a qualsevol a de R, l'aplicació {\displaystyle P\mapsto P(a)} defineix un homomorfisme d'anells de K[X] en R.
La funció polinòmica definida per un polinomi P és la funció de K en K definida per {\displaystyle x\mapsto P(x)}. Si K és un cos infinit, dos polinomis diferents defineixen funcions polinòmiques diferents, però si el cos és finit, això no és cert. Per exemple, si K és un cos amb q elements, llavors tant el polinomi 0 com el polinomi Xq - X defineixen la funció nul·la.

## Anell de polinomis en diverses variables

### Polinomis
Un polinomi en n variables {\displaystyle X_{1},...,X_{n}} a coeficients en un cos K es defineix de forma anàloga al cas d'un polinomi en una variable, però la notació és lleugerament més complicada. Per a qualsevol multiíndex α = (α1, …, αn), on cada αi és un enter no negatiu, sigui
{\displaystyle X^{\alpha }=\prod _{i=1}^{n}X_{i}^{\alpha _{i}}=X_{1}^{\alpha _{1}}\ldots X_{n}^{\alpha _{n}}}.
El producte Xα s'anomena el monomi de multigrau α. Un polinomi és una combinació lineal finita de monomis amb coeficients de K
{\displaystyle p=\sum _{\alpha }p_{\alpha }X^{\alpha }},
on
{\displaystyle p_{\alpha }=p_{\alpha _{1},\ldots ,\alpha _{n}}\in {K}},
i només una quantitat finita de coeficients pα són diferents de 0. El grau d'un monomi Xα, simbolitzat habitualment per |α|, es defineix com
{\displaystyle |\alpha |=\sum _{i=1}^{n}\alpha _{i}\ },
i el grau d'un polinomi p és el grau més gran d'entre aquells monomis que apareixen a l'expansió de p amb coeficient diferent de zero.

### Anell de polinomis
Els polinomis en n variables a coeficients en K formen un anell commutatiu, denotat per
{\displaystyle K[X_{1},...,X_{n}]}, o de vegades per K[X], on X és un símbol que representa tot el conjunt de variables, {\displaystyle X=(X_{1},...,X_{n})}, i anomenat l'anell de polinomis en n variables. L'anell de polinomis en n variables es pot obtenir aplicant repetidament K[Xi] (l'ordre de les variables Xi és irrellevant). Per exemple, {\displaystyle K[X_{1},X_{2}]} és isomorf a {\displaystyle K[X_{1}][X_{2}]}. Aquest anell té un paper fonamental en geometria algebraica. Molts resultats de l'àlgebra commutativa i l'àlgebra homològica tenen el seu origen en l'estudi dels ideals i mòduls sobre aquest anell.
Un anell de polinomis amb coeficients a {\displaystyle \mathbb {Z} } és l'anell commutatiu lliure sobre el seu conjunt de variables.

### Nullstellensatz de Hilbert
Es coneix amb el nom de Nullstellensatz o Teorema dels zeros de Hilbert un conjunt de resultats fonamentals sobre la relació entre ideals de l'anell de polinomis {\displaystyle K[X_{1},...,X_{n}]} i les subvarietats algebraiques de Kn, demostrats per David Hilbert.
- (Formulació feble, amb un cos algebraicament tancat de coeficients). Sigui K un cos algebraicament tancat. Llavors tot ideal maximal m de {\displaystyle K[X_{1},...,X_{n}]} té la forma

{\displaystyle m=(X_{1}-a_{1},\ldots ,X_{n}-a_{n})},
{\displaystyle a=(a_{1},\ldots ,a_{n})\in K^{n}}.
- (Formulació feble, cos de coeficients qualsevol). Siguin k un cos, K una extensió de cossos algebraicament tancada de k, i sigui I un ideal de l'anell de polinomis {\displaystyle k[X_{1},...,X_{n}]}. Llavors I conté el polinomi 1 si i només si els polinomis de I no tenen cap zero comú a Kn.
- (Formulació forta). Siguin k un cos, K una extensió de cossos algebraicament tancada de k, i siguin I un ideal de l'anell de polinomis {\displaystyle k[X_{1},...,X_{n}]}, i V(I) la subvarietat algebraica de Kn definida per I. Suposem que f és un polinomi que s'anul·la a tots els punts de V(I). Aleshores alguna potència de f pertany a l'ideal I:

{\displaystyle f^{m}\in I}, per a algun {\displaystyle m\in \mathbb {N} }.
Emprant la noció del radical d'un ideal, la conclusió afirma que f pertany al radical de I. Com a corol·lari d'aquesta forma de Nullstellensatz, existeix una correspondència bijectiva entre els ideals radicals de {\displaystyle K[X_{1},...,X_{n}]} per a un cos algebraicament tancat K i les subvarietats algebraiques de l'espai afí n-dimensional Kn. Això és conseqüència de l'aplicació
{\displaystyle {\begin{array}{ccc}K[X_{1},\ldots ,X_{n}]&\to &K^{n}\\I&\mapsto &V(I)\end{array}}}.
Els ideals primers de l'anell de polinomis corresponen a les subvarietats irreductibles de Kn.

## Propietats de l'extensió d'anellsR⊂R[X]
Una de les tècniques bàsiques en àlgebra commutativa consisteix a relacionar les propietats d'un anell amb les propietats dels seus subanells. La notació R ⊂ S indica que un anell R és un subanell d'un anell S. En aquest cas, hom diu que S és un supraanell o un superanell de R, i hom parla d'una extensió d'anells. Aquesta construcció és particularment convenient per a anells de polinomis, i permet establir moltes propietats importants dels anells de polinomis en diverses variables sobre un cos, {\displaystyle K[X_{1},...,X_{n}]}, per inducció sobre n.

### Resum de resultats
En les següents propietats, R és un anell commutatiu i {\displaystyle S=R[X_{1},...,X_{n}]} és l'anell de polinomis en n variables sobre R. L'extensió d'anells R ⊂ S es pot construir a partir de R en n passos, adjuntant successivament {\displaystyle X_{1},...,X_{n}}. Per tant, per tal d'establir cadascuna de les propietats següents, n'hi ha prou amb considerar el cas {\displaystyle n=1}.
- Si R és un domini d'integritat, llavors S també ho és.
- Si R és un domini de factorització única, llavors S també ho és. La demostració està basada en el lema de Gauss.
- Teorema de la base de Hilbert: Si R és un anell noetherià, llavors S també ho és.
- Suposem que R és un anell noetherià de dimensió homològica finita ({\displaystyle \operatorname {gl} \,\dim R<\infty }). Llavors

{\displaystyle \operatorname {gl} \,\dim R[X_{1},\ldots ,X_{n}]=\operatorname {gl} \,\dim R+n.}
El resultat anàleg per a la dimensió de Krull també és cert.

## Generalitzacions
Existeixen diversos aspectes en els quals s'han generalitzat els anells de polinomis, com per exemple els anells de polinomis amb exponents generalitzats, anells de sèries de potències, àlgebres lliures i anells de polinomis skew.

### Polinomis en infinites variables
La possibilitat de permetre un conjunt infinit de variables no és en realitat una generalització, ja que la noció habitual d'anell de polinomis ja ho permet. En aquest cas, també és cert que cada monomi està format d'un nombre finit de variables (de tal manera que el seu grau és finit), i que tot polinomi és una combinació lineal de monomis, que per definició en té una quantitat finita. Això explica per què aquest tipus d'anells de polinomis no es tracten habitualment: cada polinomi individual conté només una quantitat finita de variables, i fins i tot els càlculs finits amb polinomis estan continguts en algun subanell de polinomis en una quantitat finita de variables.
En el cas d'infinites variables, hom pot considerar un anell estrictament més gran que l'anell de polinomis però més petit que l'anell de sèries de potències, si hom pren un subanell d'aquest últim format per sèries de potències els monomis de les quals tenen un grau fitat. Els seus elements encara tenen un grau finit i, per tant, tenen un comportament similar als polinomis, però per exemple és possible prendre la suma de totes les variables, que no és un polinomi. Un anell d'aquest tipus juga un rol important en la construcció de l'anell de funcions simètriques.

### Exponents generalitzats
Una possible generalització senzilla només canvia el conjunt del qual es prenen els exponents de la variable. Les expressions per a l'addició i la multiplicació tenen sentit sempre que es puguin sumar exponents: {\displaystyle X^{i}\cdot X^{j}=X^{i+j}}. Un conjunt per al qual la suma tingui sentit (és a dir, que sigui tancada i associativa) s'anomena monoide. El conjunt de funcions d'un monoide N a un anell R que són diferents de zero només en un nombre finit de punts formen una estructura d'anell coneguda com a R[N], l'anell de monoides de N a coeficients en R. Hom defineix l'addició component a component, de tal manera que si {\displaystyle c=a+b}, llavors {\displaystyle c_{n}=a_{n}+b_{n}} per a tot n de N. La multiplicació es defineix com el producte de Cauchy, de tal manera que si c = a·b, llavors per a tot n de N, cn és la suma de tots els aibj on i, j recorren tots els parells d'elements de N que sumen n.
Quan N és commutatiu, és convenient denotar la funció a de R[N] com la suma formal:
{\displaystyle \sum _{n\in N}a_{n}X^{n}}
i llavors les expressions per a la suma i la multiplicació són les habituals:
{\displaystyle \left(\sum _{n\in N}a_{n}X^{n}\right)+\left(\sum _{n\in N}b_{n}X^{n}\right)=\sum _{n\in N}(a_{n}+b_{n})X^{n}}
i
{\displaystyle \left(\sum _{n\in N}a_{n}X^{n}\right)\cdot \left(\sum _{n\in N}b_{n}X^{n}\right)=\sum _{n\in N}\left(\sum _{i+j=n}a_{i}b_{j}\right)X^{n}}
on aquesta última suma es pren sobre tots els i, j de N que sumen n.
Alguns autors fins i tot prenen aquesta definició de monoide com a punt de partida, i els polinomis habituals en una sola variable són el cas especial en què N és el monoide dels enters no negatius. Per al cas de polinomis en diverses variables, prenen N com el producte directe de diverses còpies del monoide d'enters negatius; és a dir, N = Nn.
Alguns exemples interessants d'anells i grups estan formats quan es pren N que sigui el monoide additiu dels nombres racionals no negatius.

### Sèries de potències
Les sèries formals de potències generalitzen d'una altra forma l'elecció de l'exponent, en permetre un nombre infinit de termes no nuls. Això necessita diverses hipòtesis sobre el monoide N emprat per als exponents, per tal d'assegurar que les sumes del producte de Cauchy són finites. Alternativament, hom pot dotar l'anell d'una topologia, i llavors restringir-se a sumes infinites convergents. Per a l'elecció habitual de N, els enters no negatius, no hi ha cap problema, i l'anell de sèries formals de potències es defineix com el conjunt de funcions de N a un anell R amb addició component a component, i amb la multiplicació donada pel producte de Cauchy. L'anell de sèries de potències es pot veure com la compleció de l'anell de polinomis.

### Anells de polinomis no commutatius
Per a anells de polinomis en més d'una variable (per exemple, en les variables X i Y), els productes X·Y i Y·X estan definits de manera que siguin iguals. Es pot obtenir una noció més general d'anell de polinomis quan es defineix que aquests productes de variables sigui diferent. Formalment, l'anell de polinomis en n variables no commutatives a coeficients en l'anell R és l'anell de monoide R[N], on el monoide N és el monoide lliure en n lletres, també conegut com el conjunt de totes les cadenes de caràcters sobre un alfabet de n símbols, amb la multiplicació donada per la concatenació. No és necessari ni que els coeficients ni que les variables commutin entre ells, però els coeficients i les variables han de commutar els uns amb les altres.
De la mateixa manera que l'anell de polinomis en n variables a coeficients en l'anell commutatiu R és la R-àlgebra lliure commutativa de rang n, l'anell de polinomis no commutatius en n variables a coeficients en l'anell commutatiu R és la R-àlgebra unitària associativa lliure sobre n generadors, que no és commutativa per a {\displaystyle n>1}.

### Anells diferencials i anells de polinomisskew
Altres generalitzacions de polinomis són els anells diferencials i els anells de polinomis skew.
Un anell de polinomis diferencials és un anell d'operadors diferencials format a partir d'un anell R i una derivació δ de R en R. Aquesta derivació opera sobre R, i es denota per X, quan es veu com un operador. Els elements de R també operen sobre R per multiplicació. La composició d'operadors es denota amb la multiplicació habitual. D'aquí, hom pot reescriure la relació {\displaystyle \delta (ab)=a\delta (b)+\delta (a)b} com
{\displaystyle X\cdot a=a\cdot X+\delta (a)}.
Aquesta relació es pot estendre per tal de definir una multiplicació skew entre dos polinomis en X amb coeficients en R, la qual cosa forma un anell no commutatiu.
L'exemple habitual, anomenat àlgebra de Weyl, pren R com un anell de polinomis habitual k[Y], i δ com la derivada polinòmica estàndard {\displaystyle {\tfrac {\partial }{\partial Y}}}. Si es pren a =Y a la relació anterior, s'obté la relació de commutació canònica, {\displaystyle X\cdot Y-Y\cdot X=1}. Si s'amplia aquesta relació amb l'associativitat i la distributivitat, es pot construir explícitament l'àlgebra de Weyl.